# Hegesarat
Hegesarat (grec antic: Ἡγησάρατος)  (Larisa) va ser un noble de Larisa de Tessàlia, descendent d'una antiga i il·lustre família. Era el cap del partit pompeià a la seva ciutat, càrrec que tenia l'any 48 aC durant la Segona Guerra Civil romana. Era molt amic de Ciceró, a qui havia afavorit durant el seu consolat del 63 aC. Ciceró el va recomanar al procònsol d'Acaia Servi Sulpici.